# Калгарі Стампід (фільм, 1925)
Калгарі Стампід (англ. The Calgary Stampede) — американський вестерн режисера Герберта Блаше 1925 року.

## Сюжет
Першокласний латинський гонщик Ден Маллой закохується в канадку Мері ЛеФердж, але його звинувачу.nm у вбивстві її батька. Він ухиляється від закону, поки не виграє Калгарі Стампід. Після гонки його звільняють, коли справжнього вбивцю знайшли.

## У ролях
- Хут Гібсон — Ден Маллой
- Вірджинія Браун Фейр — Мері ЛеФердж
- П'єр Фаунц — Джин ЛеФердж
- Кларк Комсток — Ал Мортон
- Інез Сібері — Ненна
- Джим Корі — Фред Берджесс
- Філо МакКалло — сержант Каллахан
- М. МакКаллі — сержант Білл Харкнесс
- Ена Грегорі — Тріксі Реган
- Чарльз Селлон — Ендрю Реган
- Текс Янг — кук
- Боб Гілліс — Мортон